# Pánico en las calles
Pánico en las calles (título en inglés: Panic in the Streets) es una película de cine negro estadounidense del año 1950, dirigido por Elia Kazan y protagonizada por Richard Widmark y Paul Douglas.

## Sinopsis
Kochak, un inmigrante que acaba de llegar ilegalmente en barco a Nueva Orleans, es asesinado por sus compañeros de póker después de haber apostado y querer retirarse, sintiéndose mal. Al día siguiente, la policía descubre su cuerpo. El caso, aparentemente un crimen común, adquiere proporciones inesperadas cuando la autopsia revela que padecía peste neumónica. El Dr. Reed, representante del servicio sanitario, y el capitán Warren luchan contrarreloj para encontrar a cualquiera que pudiera haber estado en contacto con Kochak, en especial a sus asesinos, antes de que la epidemia se descontrole.

## Reparto
- Richard Widmark como "Clint" Reed
- Paul Douglas como Tom Warren
- Barbara Bel Geddes como Nancy Reed
- Jack Palance (como "Walter Jack Palance") como Blackie
- Zero Mostel como Raymond Fitch
- Alexis Minotis como John Mefaris
- Dan Riss como Neff, periodista
- Guy Thonajan como Poldi
- Tommy Rettig como Tommy Reed
- Tommy Cook como Vince Poldi

## Premios

### Premios Óscar
| Categoría       | Persona (s)                 | Resultado |
| --------------- | --------------------------- | --------- |
| Mejor argumento | Edna Anhalt y Edward Anhalt | Ganador   |

### Festival Internacional de Cine de Venecia
| Categoría            | Persona (s) | Resultado |
| -------------------- | ----------- | --------- |
| Premio Internacional | Elia Kazan  | Ganador   |